# 글리제 1245
글리제 1245(GJ 1245) 또는 백조자리 V1581은 백조자리에 있는 항성계로, 지구에서 14광년 떨어져 있다. 글리제 1245는 사실 삼중성계로, 글리제 1245 A, B, C의 세 별로 이루어져 있다. 이들 셋은 모두 적색 왜성이며 플레어 별이고, 매우 어둡기 때문에 지구에서 맨눈으로 관측할 수는 없다. 글리제 1245 A와 B의 밝기는 각각 태양의 1만 분의 1, 2만 분의 1에 불과하다.

## 같이 보기
- 가까운 별 목록